# شویرن
شویرن (به آلمانی: Scheuern) یک شهر در آلمان است که در بیتبورگ-پروم واقع شده‌است.